# Altartavla
Altartavla (norwegisch für Altaraufsatz) ist ein 2742 m hoher Berg im ostantarktischen Königin-Maud-Land. Im Alexander-von-Humboldt-Gebirge des Wohlthatmassivs ragt er als südlichster Gipfel des Gorki-Rückens östlich des Bergs Altar und des Gletschers Altarduken auf.
Norwegische Wissenschaftler benannten ihn in den 1990er Jahren.